# Return to Monkey Island
Return to Monkey Island é um jogo eletrônico de aventura de apontar-e-clicar desenvolvido pela Terrible Toybox e publicado pela Devolver Digital. O sexto jogo da série Monkey Island, ele foi lançado para Nintendo Switch, Windows e macOS em 19 de setembro de 2022. Ele é o primeiro jogo da série digirido pelo seu criador, Ron Gilbert, desde Monkey Island 2: LeChuck's Revenge (1991).
Gilbert trabalhou nos dois primeiros jogos da franquia antes de deixar sua desenvolvedora, a LucasArts, em 1992. Os jogos seguintes foram desenvolvidos pela LucasArts e pela Telltale Games sem seu envolvimento direto. A The Walt Disney Company adquiriu os direitos da série Monkey Island quando comprou a Lucasfilm em 2012; em 2019, Gilbert assinou um acordo para criar um novo jogo da franquia com o projetista Dave Grossman, também veterano da série. Gilbert anunciou Return to Monkey Island em 1 de abril de 2022.
Apesar de o enredo de Return to Monkey Island começar "exatamente no fim" de Monkey Island 2: LeChuck's Revenge, os jogos posteriores continuam canônicos à série. Dominic Armato reprisou seu papel dublando o protagonista, Guybrush Threepwood. O jogo foi em geral recebido positivamente pela crítica.

## Jogabilidade
Return to Monkey Island é um jogo de aventura de apontar e clicar em 2D. O objetivo é progredir com a narrativa resolvendo quebra-cabeças. Isso pode ser feito explorando locais, conversando com personagens não-jogáveis para obter informações, coletando itens e usando-os na hora certa. O jogador controla o pirata Guybrush Threepwood.
A interface de usuário é diferente dos jogos anteriores em 2D da série Monkey Island. Mover o cursor sobre uma área ou item interativo faz uma curta frase aparecer, sugerindo uma ação a ser tomada por Guybrush. O inventário usa um sistema de arrastar e soltar para facilitar o uso e combinação de itens, e a interface foi projetada para funcionar com mouse ou controle.
O jogo inclui um sistema de dicas integrado para desencorajar que jogadores procurem por detonados na internet. Esse sistema foi projetado para fazer sentido "na fantasia" do jogo. Ele também inclui um modo simplificado chamado "modo casual" para pessoas que nunca jogaram jogos de aventura antes ou não jogam nenhum há algum tempo.

## Sinopse

### Cenário e personagens
Return to Monkey Island se passa em ilhas fictícias no Caribe durante a Época Dourada da Pirataria, assim como seus predecessores. O jogo inclui uma narrativa moldura que continua a partir do final de Monkey Island 2: LeChuck's Revenge, enquanto a narrativa principal se passa depois de Tales of Monkey Island e segue a jornada de Guybrush Threepwood para finalmente encontrar o Segredo de Monkey Island. Pelo caminho, Guybrush revisita locais icônicos da série, como Mêlée Island e Monkey Island. Ele também viaja para ilhas nunca antes exploradas na série, como a congelada Brr Muda e Terror Island.
Vários personagens principais da série retornam para o jogo: o pirata Guybrush Threepwood (dublado por Dominic Armato), sua esposa e ex-governadora Elaine Marley (dublada por Alexandra Boyd) e seu arquinimigo, o pirata zumbi LeChuck (dublado por Jess Harnell). Outros personagens secundários recorrentes incluem a caveira demoníaca falante Murray (dublado por Denny Delk), o cartógrafo Wally B. Feed (dublado por Neil Ross), o vendedor de navios usados Stan S. Stanman (dublado por Gavin Hammon), a governadora de Mêlée Island e ex-espadachim Carla (dublada por Leilani Jones Wilmore) e a misteriosa Voodoo Lady (também dublada por Wilmore). Novos personagens incluem os capitães Madison (dublada por Alix Wilton), Lila (dublada por Annie Q.) e Trent (dublado por LeQuan Bennett), os três novos líderes piratas competindo com Guybrush e LeChuck para encontrar o segredo.

## Recepção

### Crítica
Return to Monkey Island recebeu análises "geralmente favoráveis" da crítica especializada de acordo com o agregador de críticas Metacritic, com a versão para Windows recebendo uma nota média agregada de 88 de 100, e a versão para Nintendo Switch recebendo uma nota média agregada de 84 de 100.

### Antes do lançamento
Em maio de 2022, depois do primeiro vídeo sobre o jogo e algumas capturas de tela serem reveladas, o estilo de arte foi criticado por fãs na internet. O diretor do jogo Ron Gilbert publicou um texto em seu blogue explicando o porquê de o estilo ter sido escolhido e se mostrando decepcionado com a recepção.
Em 28 de junho de 2022, um trailer mostrando a jogabilidade foi lançado como parte de uma Nintendo Direct. Isso reacendeu as críticas na internet, levando algumas pessoas a insultarem e atacarem Gilbert em suas redes sociais e em seu blogue. Como resultado, Gilbert fechou a seção de comentários em seu blogue e anunciou que não falaria mais sobre Return to Monkey Island. Vários desenvolvedores criticaram o comportamento abusivo dos usuários e apoiaram Gilbert e sua equipe, incluindo Cory Barlog da Santa Monica Studio e Neil Druckmann da Naughty Dog.